# Gastrotheca pacchamama
Gastrotheca pacchamama är en groddjursart som beskrevs av William Edward Duellman 1987. Gastrotheca pacchamama ingår i släktet Gastrotheca och familjen Hemiphractidae. IUCN kategoriserar arten globalt som otillräckligt studerad. Inga underarter finns listade i Catalogue of Life.